# Пенья-Бланка (Нью-Мексико)
Пенья-Бланка (англ. Peña Blanca) — переписна місцевість (CDP) в США, в окрузі Сандовал штату Нью-Мексико. Населення — 624 особи (2020).

## Географія
Пенья-Бланка розташована за координатами 35°34′15″ пн. ш. 106°19′55″ зх. д. / 35.57083° пн. ш. 106.33194° зх. д. (35.570917, -106.331958).  За даними Бюро перепису населення США в 2010 році переписна місцевість мала площу 17,83 км², уся площа — суходіл.

## Демографія
Згідно з переписом 2010 року, у переписній місцевості мешкало 709 осіб у 226 домогосподарствах у складі 172 родин. Густота населення становила 40 осіб/км².  Було 263 помешкання (15/км²).
Расовий склад населення:
| - 25,0 % — білих - 13,5 % — корінних американців - 1,1 % — чорних або афроамериканців - 0,1 % — вихідців з тихоокеанських островів - 58,5 % — осіб інших рас |

До двох чи більше рас належало 1,7 %. Частка іспаномовних становила 74,3 % від усіх жителів.
За віковим діапазоном населення розподілялося таким чином: 33,4 % — особи молодші 18 років, 55,5 % — особи у віці 18—64 років, 11,1 % — особи у віці 65 років та старші. Медіана віку мешканця становила 34,9 року. На 100 осіб жіночої статі у переписній місцевості припадало 112,3 чоловіків;  на 100 жінок у віці від 18 років та старших — 109,8 чоловіків також старших 18 років.
Середній дохід на одне домашнє господарство  становив 47 987 доларів США (медіана — 48 015), а середній дохід на одну сім'ю — 48 960 доларів (медіана — 47 500). За межею бідності перебувало 25,7 % осіб, у тому числі 27,7 % дітей у віці до 18 років та 18,9 % осіб у віці 65 років та старших.
Цивільне працевлаштоване населення становило 180 осіб. Основні галузі зайнятості: освіта, охорона здоров'я та соціальна допомога — 43,3 %, будівництво — 17,2 %, публічна адміністрація — 9,4 %, оптова торгівля — 6,1 %.